# Læremiddeltjek
 Der er for få eller ingen kildehenvisninger i denne artikel, hvilket er et problem. Du kan hjælpe ved at angive troværdige kilder til de påstande, som fremføres i artiklen.

Læremiddeltjek er en model, som kan bruges til analyse og vurdering af læremidler. Der findes to varianter af modellen. Den ene variant viser sig som en allerede gennemført vurdering af et læremiddel. Den anden variant er en tom skabelon, som kan bruges til individuel analyse og vurdering. Modellen indeholder seks parametre som et læremiddel kan vurderes og karakteriseres ud fra. Disse seks parametre er:
- Tilgængelighed
- Progression
- Differentiering
- Lærerstøtte
- Sammenhæng
- Legitimitet

Modellen udgøres endvidere af to lag, som analysen tager udgangspunkt i. I det første lag illustreres en samlet vurdering af et læremiddel. I det andet lag karakteriseres læremidlet mere konkret ud fra de seks parametre.